# Peaks Ice Arena
Peaks Ice Arena är en ishockeyarena i Provo, Utah. Den byggdes 1997 och var färdig för olympiska vinterspelen 2002, då ett flertal av ishockeymatcherna spelades här, arenan hade plats för 8 500 åskådare. Arenan är hemmaplan för konståkningsklubben Peaks Figure Skating Club och för universitets-ishockeylagen Utah Valley University och Brigham Young University. Bygget av arenan kostade 12 miljoner dollar, Salt Lake Olympic Committee bidrog med 6 miljoner och Seven Peaks Management ägare Max Rabner, staden Provo och delstaten Utah bidrog med 2 miljoner var.